# Zabij mnie glino
Zabij mnie glino – film kryminalny z 1987 według scenariusza i w reżyserii Jacka Bromskiego.

## Fabuła
Groźny przestępca, odsiadujący karę pozbawienia wolności za kradzieże i napady z bronią w ręku, Jerzy Malik (Bogusław Linda), dzięki pomocy z zewnątrz od szefa bandy, Stawskiego (Jerzy Zass) oraz przekupionego strażnika więziennego, ucieka z zakładu karnego. Poinformowany o tym milicjant, kapitan Popczyk (Piotr Machalica) przerywa swój wyjazd na narty i rozpoczyna poszukiwania zbiega. Malik udaje się do swojej byłej żony, gdzie zostaje schwytany w wyniku obławy milicyjnej. Doprowadzony ponownie do więzienia bierze udział w bójce, którą zlecono jako wyrok na nim. Podczas rozprawy sądowej Malik ponownie ucieka dzięki pomocy udzielonej przez kolegę Seweryna (Zbigniew Zamachowski), który będąc na sali sądowej w roli świadka terroryzuje obecne tam osoby nożem, przejętym na spacerniaku więziennym po zamachu na Malika, po czym bierze zakładnika i ucieka z towarzyszem. Następnie Malik kontaktuje się ze Stawskim, żądając od niego zwrotu połowy pieniędzy, należnej mu z wcześniejszych kradzieży i napadów. Ten w odpowiedzi poleca swoim ludziom zgładzić Malika, który jednak okazuje się sprytniejszy i zabija jednego z nich. Tuż po tym wdziera się do domu Stawskiego i odbiera mu cały zagrabiony wcześniej majątek. Następnie ucieka do Sosnowca. W pociągu przypadkowo poznaje lekarkę, Dorotę (Anna Romantowska), która najpierw – nie znając go jeszcze – inteligentnie ratuje go przed zdekonspirowaniem, a następnie daje mu schronienie i zostaje jego partnerką. Malik zdobywa dokumenty zyskując fałszywą tożsamość i postanawia zabić Popczyka. Nachodzi mieszkanie kapitana, nie zastając go w nim, lecz jego żonę, która w wyniku zdarzenia traci życie wraz z przebywającym tam wówczas swoim kochankiem. Tymczasem milicja próbuje namierzyć przestępcę, jednak długo jej działania są bezskuteczne. Kapitan Popczyk, przeżywający także osobiste porażki życiowe, zostaje odsunięty od śledztwa, aczkolwiek nadal usiłuje odnaleźć Malika. W trakcie poszukiwań istotny przy wytropieniu zbiega staje się fakt, iż cierpi on na rzadką chorobę – splenomegalię. W dalszej akcji banda Stawskiego organizuje napad na pociąg przewożący pieniądze w kwocie 3 mld złotych, które w wyniku wewnętrznego spisku członków tej grupy przejmują uczestniczący w napadzie „Donald” i współpracujący z nim Malik. Tymczasem kapitan Popczyk niestrudzenie poszukuje bandyty.

## Obsada
| - Bogusław Linda – Jerzy Malik - Piotr Machalica – kapitan Popczyk - Anna Romantowska – Dorota, lekarka pomagająca Malikowi - Maria Pakulnis – Teresa, żona Popczyka - Andrzej Grabarczyk – milicjant Jachimowski, współpracownik Popczyka - Zbigniew Zamachowski – Seweryn, wspólnik Malika - Marek Barbasiewicz – „Donald”, człowiek Stawskiego - Tomasz Lengren – Kwapiński, partner Popczyka - Jolanta Piętek-Górecka – prostytutka Mariola, dziewczyna Seweryna - Krzysztof Zaleski – fałszerz dokumentów współpracujący z milicją - Jerzy Zass – Stawski, szef bandy - Aleksander Machalica – „Jojo”, handlarz współpracujący z Popczykiem - Jadwiga Jankowska-Cieślak – Jadwiga, była żona Malika - Piotr Fronczewski – Zientara, ekspert milicyjny - Olgierd Łukaszewicz – Marian Puciałło, kochanek Teresy Popczyk - Jan Machulski – szef Popczyka - Liza Machulska – milicjantka Basia, współpracowniczka Popczyka - Juliusz Machulski – doktor Chrzanowski, współpracownik milicji - Henryk Talar – Skaruch, milicjant dowodzący poszukiwaniami Malika w Katowicach - Maria Probosz – kochanka Stawskiego - Andrzej Grąziewicz – Wilmański, podwładny Skarucha - Marcin Troński – członek bandy Stawskiego - Andrzej Żółkiewski – członek bandy Stawskiego - Karol Strasburger – członek bandy biorący udział w napadzie na pociąg |  | - Marek Walczewski – paser - Halina Rowicka – lekarka, koleżanka Doroty - Włodzimierz Musiał – strażnik więzienny - Jerzy Dowoyna-Sylwestrowicz – strażnik więzienny - Krzysztof Fus – więzień atakujący Malika - Bogusław Augustyn – więzień atakujący Malika - Janusz Bylczyński – adwokat Malika - Ryszard Barycz – sędzia - Anna Chodakowska – prostytutka Violetta, koleżanka Marioli - Dorota Maciejewska – blondynka w „Acapulco” - Zbigniew Buczkowski – barman w „Acapulco” - Jacek Jarosz – inspektor - Stanisław Wyszyński – lekarz operujący żonę Popczyka - Zdzisław Rychter – mężczyzna w spelunie - Piotr Grabowski – milicjant z „obyczajówki” - Ryszard Jabłoński – zakonnik - Witold Maj – ojciec Benedykt, jasnowidz - Wojciech Skibiński – dróżnik na przejeździe kolejowo-drogowym - Krzysztof Kolberger – mężczyzna w windzie bloku na Ursynowie - Tadeusz Wojtych – dozorca bloku na Ursynowie - Stefania Iwińska – farmaceutka - Wojciech Kostecki – uczestnik narady w komendzie - Lech Sołuba – urzędnik pocztowy w wagonie pocztowym - Helena Kowalczykowa – kobieta na wsi napotykająca Malika w przebraniu pracownika poczty |

## Produkcja
Pomysł na film wyszedł z kartotek milicyjnych. Pierwowzorem postaci Malika był warszawski przestępca Jerzy Maliszewski vel Nierobisz, który również dokonywał ucieczek z zakładów karnych i cierpiał na rzadką chorobę. Film był określany jako „amerykański film produkcji polskiej”. Realizacja filmu trwała w 1985 roku przez 49 dni zdjęciowych.
W 2012 roku, jako jeden z 26 polskich filmów, Zabij mnie glino został zrekonstruowany cyfrowo w ramach projektu KinoRP. Uroczysty pokaz odbył się 15 października 2012 roku w warszawskim kinie Kultura.

## Nagrody filmowe
- 13. Festiwal Polskich Filmów Fabularnych w Gdyni – Jadwiga Zajiček – nagroda za montaż
- Nagroda Szefa Kinematografii – Jacek Bromski, Piotr Machalica, Bogusław Linda